# Наумович, Нада
Нада Наумович (серб. Нада Наумовић / Nada Naumović; 22 апреля 1922, Крагуевац — 21 октября 1941, Шумарице) — югославская студентка, партизанка Народно-освободительной войны Югославии и одна из жертв расстрелов в Крагуеваце. Народный герой Югославии.

## Биография
Родилась 22 апреля 1922 в Крагуеваце. Окончила там школу, в шестом классе гимназии вступила в революционное молодёжное движение. После школы поступила на медицинский факультет Белградского университета, в 1940 году была принята в Коммунистическую партию. Активно участвовала в студенческих демонстрациях.
После начала войны Нада прекратила обучение и вступила в партизанское подполье. В своём доме она организовала медицинский пункт и начала проводить курсы оказания первой помощи, для чего закупала лекарства, бинты, хирургические инструменты и прочее медицинское оборудование. Нада оказывала помощь раненым партизанам, чем завоевала их симпатии. Тем временем её подруга, которая работала служащей в полиции, создала фальшивые документы для Нады, чем позволила ей попасть в Белград и начать там партизанскую деятельность.
20 октября 1941 Нада была захвачена немцами в заложники в Крагуеваце. В ответ на атаки партизан немцы начали расстреливать заложников, и Нада погибла одной из первых. Указом Президиума Народной скупщины СФРЮ от 20 декабря 1951 Наде было присвоено посмертно звание Народного героя Югославии.
Памяти Нади Наумович посвящён Монумент боли и неповиновения (серб. Споменик Бола и Пркоса; скульптор Анте Гржетич (серб. Анте Гржетић), 1959 г.), установленный в Мемориальном парке Шумарице (Крагуевац, Сербия).